# 신체형통증장애
신체형통증장애(身體型痛症障礙, somatoform disorders) 또는 신체증상장애(somatic symptom disorder), 신체화 장애(somatization disorder)는 만성 신체화(somatization)의 정신질환이다. 하나 이상의 만성 신체 증상은 앞에서 말한 증상과 연결되는 과도한 생각, 감정, 행동과 일치한다. 증상 자체는 의도적으로 생기거나 꾸며낸 것(이런 증상은 꾀병malinger이나 허위성장애factitious disorder이기에)이 아니며, 유기적이거나 심인성이거나 기대치 못한 것이든 상관 없이 기저 병인은 진단과는 무관하다.
신체증상장애 발현은 다양하다. 증상은 광범위하거나 특별할 수 있으며 수시로 변하기도 한다. 신체증상장애는 증상 자체보다는 환자가 증상을 바라보고 반응하는 방식에 해당하며, 기존의 만성 질환이나 새로 발병한 증상이 있는 상황에서 발달할 수 있다.
일부 연구에서는 주요우울장애(major depressive disorder), 범불안장애(generalized anxiety disorder), 공포증(phobia)이 동반이환이 될 빈도가 높다는 것을 규명하였다. 신체증상장애는 섬유근육통(fibromyalgia)과 과민성 대장 증후군(irritable bowel syndrome) 등 기능성 고통 증후군(functional pain syndrome)과도 자주 연관된다. 신체증상장애는 전반적 기능 저하, 대인관계 문제, 실업, 직장 내 문제, 잦은 의료 시설 방문으로 인한 재정 문제 등을 야기한다.
신체증상장애의 병인은 불명이다. 증상은 건강 염려증과 함께 특정 신체 감각을 인지하는 것이 고양되는 것이 그 원인이다. 증상 인식과 반응은 본질적으로 주관적이며 의사의 해석에 좌우될 수 있기에, 진단에 관하여 논쟁이 분분하다. 게다가, 알려진 신체 질환을 가진 환자는 그 질환으로 오진될 수 있다.

## ICD
ICD-10 '(F40–F48) 신경증적, 스트레스 관련 및 신체형 장애'에서 분류하고있다.

## 같이 보기
- DSM